# 善正寺 (川崎市)

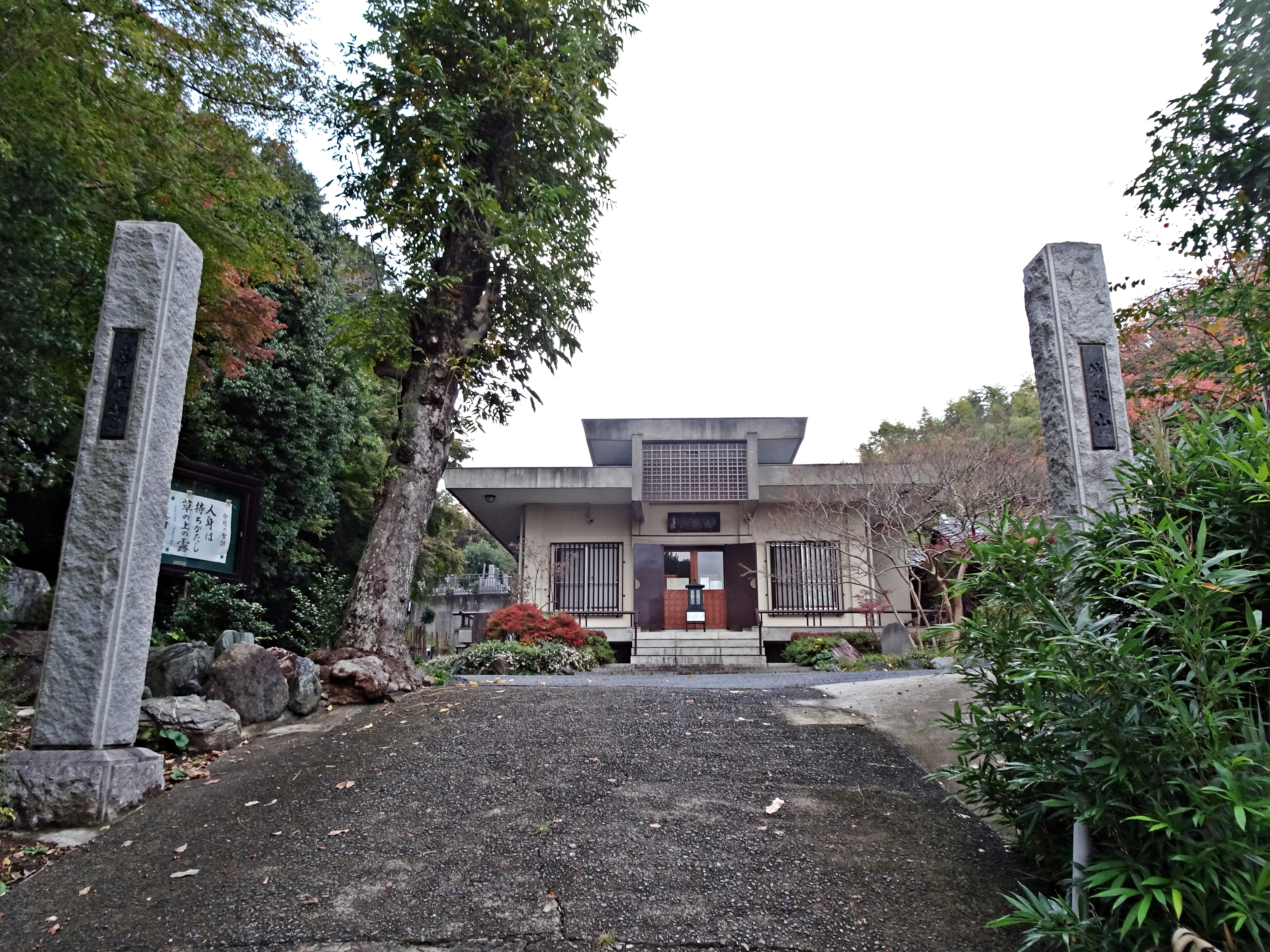
善正寺山門

善正寺（ぜんしょうじ）は、神奈川県川崎市麻生区片平にある日蓮宗の寺院。山号は妙永山。旧本山は比企谷妙本寺、池上・芳師法縁。境内には橋田東声の歌碑、荻原井泉水の句碑等がある。 

## 歴史
文亀4年（1504年）善正日中（永正2年（1505年）没、後北条氏家臣の大熊修理亮の先祖）の開基で、善覺院日秀（永正17年（1520年）没）を開山に善正の屋敷跡に創建された。

## 境内
- 本堂 - RC造のモダニズム建築

## 歴代
- 善覺院日秀

## 交通
- 小田急多摩線五月台駅下車　徒歩約12分
- 小田急線柿生駅から柿24系統バス「善正寺」下車　徒歩約3分

## 関連資料
- 蘆田伊人 編『新編武蔵風土記稿』 第4巻、雄山閣、1981年3月5日。ISBN 4-639-00020-0。
  - 「片平村 善正寺」『新編武蔵風土記稿』 巻ノ86都筑郡ノ6、内務省地理局、1884年6月。NDLJP:763987/85。
- 麻生区観光ガイドブック（麻生観光協会）